# Frank S. Nugent
Frank Stanley Nugent (* 27. Mai 1908 in New York City, New York; † 5. Januar 1966 in Los Angeles, Kalifornien) war ein US-amerikanischer Drehbuchautor und Filmkritiker.

## Leben
Frank S. Nugent schloss 1929 sein Studium der Journalistik an der Columbia University ab. Danach begann er bei der New York Times zu arbeiten, wo er zunächst Polizeireporter war, ehe er Filmkritiken zu schreiben begann. Nach dem Tod von Andre Sennwald im Januar 1936 wurde er zum leitenden Filmkritiker der New York Times ernannt, was er bis 1940 blieb. In dieser Funktion besprach er für die New York Times spätere Filmklassiker wie Der Zauberer von Oz und Vom Winde verweht, insgesamt verfasste er fast 1000 Kritiken für die Times.
1940 verpflichtete Produzent Darryl F. Zanuck Nugent für ein hohes Gehalt als Rezensent von Drehbüchern für sein Studio 20th Century Fox. Zanuck war zuvor durch eine scharfe Filmkritik an einem Fox-Film auf Nugent aufmerksam geworden, und er hatte daraufhin die Idee entwickelt, Nugent lieber vorher über die Qualität der Drehbücher schauen zu lassen, anstatt diese Filme nachher verreißen zu lassen. Nugents Hoffnung, selbst Drehbücher zu schreiben, erfüllte sich allerdings vorerst nicht. Nach dem Ende seiner Anstellung bei Fox im Jahr 1944 wandte er sich wieder einige Jahre dem Filmjournalismus zu.
Nugent lernte während einer Reportage über den Film Befehl des Gewissens (1947) dessen Regisseur John Ford kennen, der ihn postwendend mit dem Drehbuch zu seinem nächsten Film Bis zum letzten Mann (1948) beauftragte. Nugent sollte danach bis zum Jahr 1963 insgesamt elf Drehbücher für John-Ford-Filme schreiben, dessen Werke er bereits als Filmkritiker meistens lobend besprochen hatte. Dabei verfasste Nugent unter anderem das Drehbuch zu Fords Der Schwarze Falke, der oft unter die besten Filme aller Zeiten gezählt wird, sowie für weitere angesehene Ford-Filme wie Der Teufelshauptmann, Westlich St. Louis und Der Sieger. Für Der Sieger fuhr Nugent eine Oscar-Nominierung in der Kategorie Bestes adaptiertes Drehbuch ein, zudem gewann er für Der Sieger und Keine Zeit für Heldentum zweimal den Writers Guild of America Award. Nugents viele Western-Drehbücher zeichnen sich durch komplexere Figuren und Handlungen sowie sympathischere Darstellungen der Indianer als in den Durchschnittswestern dieser Zeit aus. Er arbeitete neben Ford auch mit anderen bekannten Regisseuren, darunter Otto Preminger bei dem Thriller Engelsgesicht.
Nugent erlag im Januar 1966 im Alter von 57 Jahren einem Herzinfarkt.

## Filmografie (Auswahl)
Drehbuch
- 1948: Bis zum letzten Mann (Fort Apache)
- 1948: Spuren im Sand (3 Godfathers)
- 1949: Der Teufelshauptmann (She Wore a Yellow Ribbon)
- 1949: Tulsa
- 1950: Westlich St. Louis (Wagonmaster)
- 1952: Der Sieger (The Quiet Man)
- 1952: Engelsgesicht (Angel Face)
- 1954: Scherereien mit seiner Lordschaft (Trouble in the Glen)
- 1954: Sie ritten nach Westen (They Rode West)
- 1955: Keine Zeit für Heldentum (Mister Roberts)
- 1955: Drei Rivalen (The Tall Men)
- 1956: Der Schwarze Falke (The Searchers)
- 1958: Das letzte Hurra (The Last Hurrah)
- 1958: Duell im Morgengrauen (Gunman’s Walk)
- 1959: Brennendes Indien (North West Frontier)
- 1961: Zwei ritten zusammen (Two Rode Together)
- 1963: Die Hafenkneipe von Tahiti (Donovan’s Reef)
- 1965: Western Patrouille (Incident at Phantom Hill)

Literarische Vorlage
- 1950: Vorposten in Wildwest (Two Flags West)